# High by the Beach
"High by the Beach" (Phê trên bãi biển) là một ca khúc từ studio album Honeymoon (2015) bởi ca sĩ Mỹ Lana Del Rey. Ca khúc được viết bởi Del Rey, Kieron Menzies và Rick Nowels. Đây là một ca khúc có nhiều âm hưởng cao và xu hướng nhạc đại chúng hơn các ca khúc trước của Del Rey. Ca khúc được sản xuất với kĩ thuật nhạc điện tử sử dụng nhịp trap và hợp xướng đàn organ. Tên gọi và phần lớn lời của ca khúc nói về việc sử dụng cần sa để thoát khỏi muộn phiền.
Bị phát tán sớm trên internet, "High by the Beach" được phát hành là đĩa đơn đầu từ Honeymoon vào 10 tháng 8 năm 2015, đạt vị trí 51 trên Billboard Hot 100, và ở trong bảng xếp hạng này chỉ 3 tuần tất cả.

## Danh sách track
- Download điện tử

1. "High by the Beach" – 4:17

## Bảng xếp hạng
| Bảng xếp hạng (2015)                    | Lên đỉnh |
| --------------------------------------- | -------- |
| Australia (ARIA)                        | 51       |
| Áo (Ö3 Austria Top 40)                  | 56       |
| Bỉ (Ultratop 50 Flanders)               | 46       |
| Bỉ (Ultratop 50 Wallonia)               | 16       |
| Canada (Canadian Hot 100)               | 39       |
| Pháp (SNEP)                             | 14       |
| Đức (GfK)                               | 75       |
| Hungary (Single Top 40)                 | 23       |
| Ireland (IRMA)                          | 59       |
| Israel (Media Forest)                   | 4        |
| Italy (FIMI)                            | 93       |
| Tây Ban Nha (PROMUSICAE)                | 23       |
| Thuỵ Điển Tìm Nhiệt (Sverigetopplistan) | 1        |
| Thụy Sĩ (Schweizer Hitparade)           | 58       |
| Anh Quốc (OCC)                          | 60       |
| Hoa Kỳ Billboard Hot 100                | 51       |

## Lịch sử phát hành
| Quốc gia       | Ngày            | Format           | Hãng đĩa        | Ref.   |
| -------------- | --------------- | ---------------- | --------------- | ------ |
| Belgium        | August 10, 2015 | Digital download | Universal       | [ 19 ] |
| Canada         | August 10, 2015 | Digital download | Interscope      | [ 20 ] |
| France         | August 10, 2015 | Digital download | Polydor         | [ 21 ] |
| Germany        | August 10, 2015 | Digital download | Vertigo Capitol | [ 22 ] |
| Italy          | August 10, 2015 | Digital download | Universal       | [ 23 ] |
| Luxembourg     | August 10, 2015 | Digital download | Universal       | [ 24 ] |
| Portugal       | August 10, 2015 | Digital download | Universal       | [ 25 ] |
| Spain          | August 10, 2015 | Digital download | Universal       | [ 26 ] |
| Switzerland    | August 10, 2015 | Digital download | Universal       | [ 27 ] |
| United Kingdom | August 10, 2015 | Digital download | Polydor         |        |
| United States  | August 10, 2015 | Digital download | Interscope      |        |